# Zetspiegel

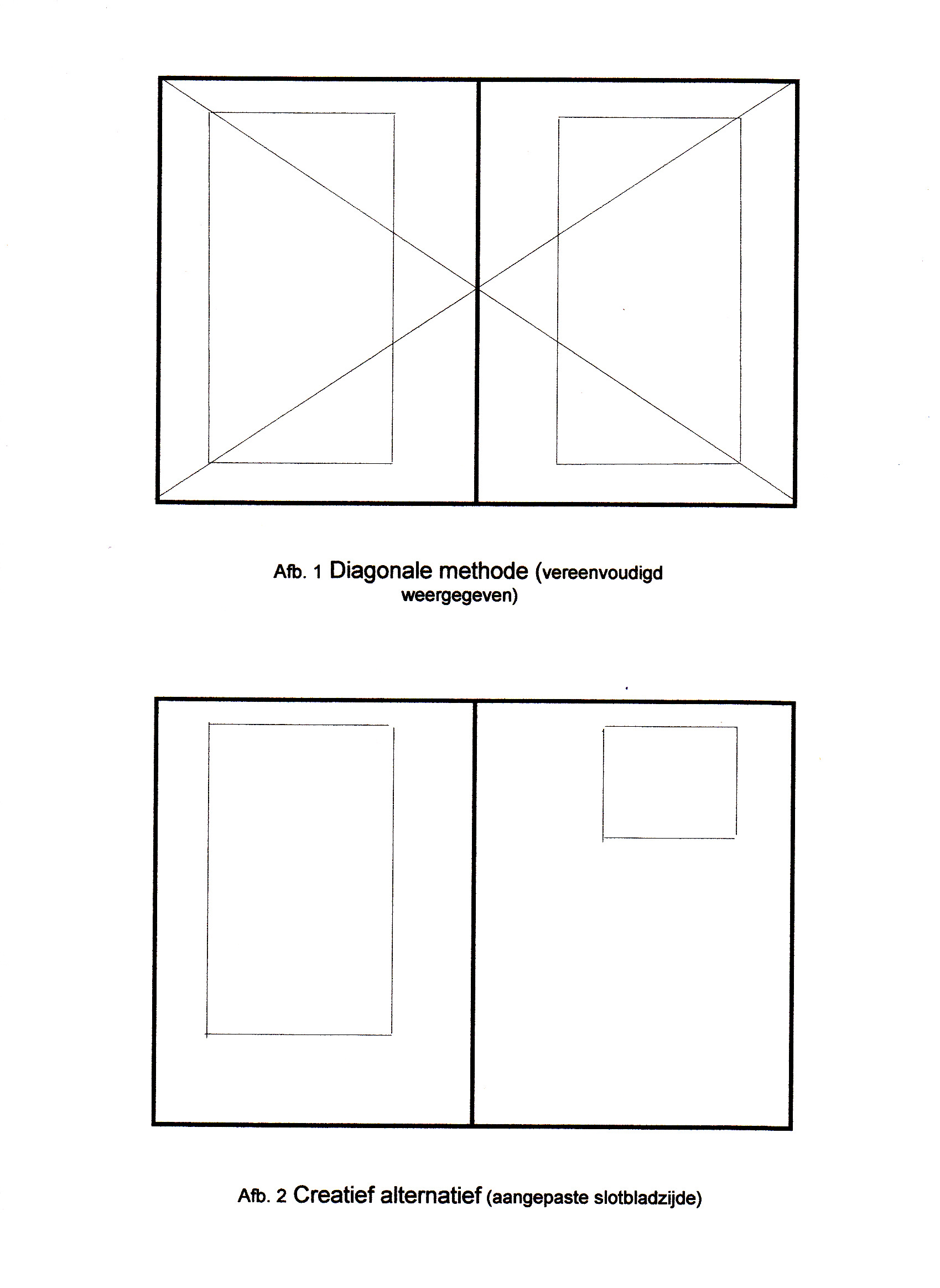

De zetspiegel is het bedrukte deel van een pagina. Doordat een pagina nooit geheel bedrukt kan worden, bevinden zich om de zetspiegel heen witte randen, de witmarges. Een deel van de zetspiegel kan echter tot de rand van het bedrukte blad doorlopen: dit procedé wordt met name bij beeldmateriaal toegepast, zodanig dat er buiten de illustratie geen wit meer is. De illustraties zijn dan aflopend.

## Positionering
Het geheel van zetspiegel, marges en aflopend gedeelte, dus de visuele indruk die het blad maakt, is de bladspiegel. De positionering van zetspiegel op bladspiegel kent uiteenlopende regels, afhankelijk van het uitgeefhuis en zijn vormgeefformule, of in individuele gevallen afhankelijk van de vormgeving van het boek (of andere uitgave) als totaalconcept.

### Varianten
Eén mogelijk stramien gaat uit van een spread (twee opengeslagen pagina's naast elkaar), waarbij de buitenhoeken door denkbeeldige diagonalen worden verbonden (afb. 1). De buitenste hoeken van de zetspiegel van elke pagina moeten dan in ieder geval elk op een van de diagonalen liggen; daarop zijn verfijningen mogelijk (afb. 3).
Er zijn echter ook vele varianten die van geheel andere, soms verrassende uitgangspunten uitgaan. Zo bestaan er uitgaven waarbij het tekstblok op de laatste pagina van een hoofdstuk als vierkant wordt gezet, hetgeen sterk afwijkende marges oplevert, die daardoor zelf als visueel element gaan opvallen (afb. 2).

De diagonaalconstructie in meer detail Eerste ontwerpfase
Tweede ontwerpfase
Gebruik van de gulden snede
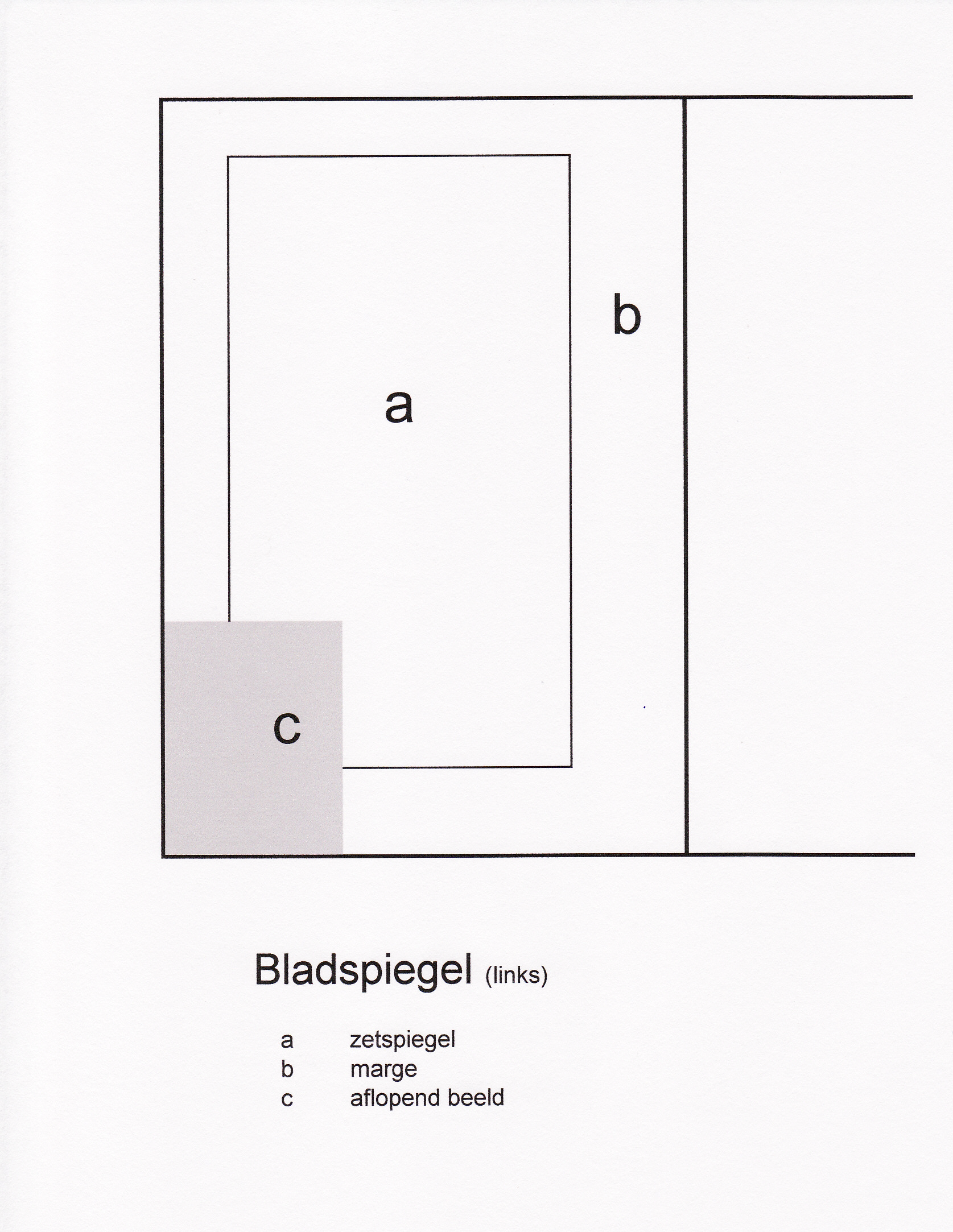
Bladspiegel met aflopend beeld(c)